# Bassiànovski
Bassiànovski (en rus: Басьяновский) és un poble (un possiólok) de l'óblast de Sverdlovsk, a Rússia, segons el cens del 2010 tenia 1.454 habitants.